# Naunton
Naunton é uma paróquia e aldeia do distrito de Cotswold, no condado de Gloucestershire, na Inglaterra. De acordo com o Censo de 2011, tinha 352 habitantes. Tem uma área de 13,47 km².